# Jussi Aalto (fotografo)
Jussi Aalto (Helsinki, 21 settembre 1945) è un fotografo finlandese.

## Biografia
Ha realizzato le prime foto nel 1958, ma la sua carriera iniziò nel 1962. Nel 1966 ha iniziato a lavorare come fotografo pubblicitario, ma ben presto si dedicò più ai reportage fotografici.
Tra il 1966 e il 1997 ha lavorato come fotografo di scena per diversi film finlandesi, tra cui Weekend proibito (1966), Il segno della bestia (1981) e Tropic of Ice (1987).
Dal 1974 ha lavorato come professore presso l'Università e presso l'Istituto di Arti Industriali di Lahti, insegnando storia della fotografia e ritratto fotografico.
Ha tenuto venti esposizioni in Finlandia e tre in altri Paesi.
È autore di sette libri ed ha ricevuto due riconoscimenti nazionali (1978 e 1985). Nel 2006, ha ottenuto un vitalizio dalla Repubblica finlandese.